# Hendrik Wüst
Hendrik Wüst (/ˈhɛndrɪk ˈvyːst/), né le 19 juin 1975 à Rhede (Rhénanie-du-Nord-Westphalie), est un homme politique allemand membre de l'Union chrétienne-démocrate d'Allemagne (CDU). Il est ministre-président de Rhénanie-du-Nord-Westphalie depuis 2021.
Il préside la Junge Union de Rhénanie-du-Nord-Westphalie entre 2000 et 2006, puis secrétaire général de la CDU régionale jusqu'en 2010. À partir de 2005, il siège comme député au Landtag. Il est nommé ministre des Transports en 2017 et succède quatre ans plus tard à Armin Laschet, démissionnaire, aux postes de ministre-président et président régional de l'Union chrétienne-démocrate.

## Situation personnelle
Hendrik Wüst naît le 19 juin 1975 à Rhede, dans l'arrondissement de Borken, dans la région de Westphalie,. Il est marié et père d'une fille. Il est de religion catholique.
Il obtient son baccalauréat (Abitur) à Bocholt, puis suit des études supérieures en droit. Il devient avocat en 2003, après un stage entre Münster, Coesfeld et Bruxelles.

## Parcours politique

### Débuts
Hendrik Wüst entre en politique en 1990, en adhérant à la Junge Union (JU). Il rejoint deux ans plus tard l'Union chrétienne-démocrate d'Allemagne (CDU), dont la JU est l'organisation de jeunesse. Il est élu conseiller municipal de Rhede en 1994,.

### Responsabilités
En 2000, Hendrik Wüst est porté à la présidence de la Junge Union de Rhénanie-du-Nord-Westphalie, un poste qu'il occupe pendant six ans. Élu député au Landtag lors des élections du 22 mai 2005, il est nommé en 2006 secrétaire général de la CDU régionale. Il est contraint de démissionner de cette fonction en février 2010, à quelques mois des élections régionales, après des révélations selon laquelle il organisait des rencontres payantes avec le ministre-président Jürgen Rüttgers.
Il est porte-parole de son groupe parlementaire pour la politique économique entre 2010 et 2017, ainsi que président du cercle parlementaire des petites et moyennes entreprises au sein de ce même groupe à partir de 2012. Au sein de la CDU, il appartient à l'aile conservatice. Il entre au gouvernement du Land en juin 2017, lorsque le nouveau ministre-président chrétien-démocrate Armin Laschet le désigne ministre des Transports dans son cabinet de coalition,.

### Ministre-président
Au début du mois d'octobre 2021, Armin Laschet annonce qu'il a choisi Hendrik Wüst pour lui succéder dans ses responsabilités régionales. Il est ainsi élu président de la CDU de Rhénanie-du-Nord-Westphalie le 23 octobre lors d'un congrès extraordinaire à Bielefeld, par 98,3 % des suffrages exprimés. Le 27 octobre, il est investi ministre-président par 103 voix lors d'une séance du Landtag.
À la suite des élections régionales du 15 mai 2022, au cours desquelles la CDU arrive en tête, il conclut le 23 juin un accord de coalition avec l'Alliance 90/Les Verts, une première pour le Land le plus peuplé d'Allemagne. Il est réélu ministre-président par le Landtag cinq jours plus tard, par 106 voix pour et 74 contre, soit neuf suffrages de moins que le total de sa coalition.